# Disección de la arteria carótida
La disección de la arteria carótida es un desgarro del revestimiento interno de la arteria carótida, que se encuentra en la parte delantera del cuello y suministra sangre al cerebro. Los síntomas clásicos incluyen dolor unilateral en el cuello, la cara o la cabeza. Esto puede ir acompañado de síntomas de accidente cerebrovascular, como ceguera en un ojo, gusto anormal o visión doble. Otros síntomas pueden incluir el síndrome de Horner. Las complicaciones pueden incluir accidente cerebrovascular o hemorragia subaracnoidea.

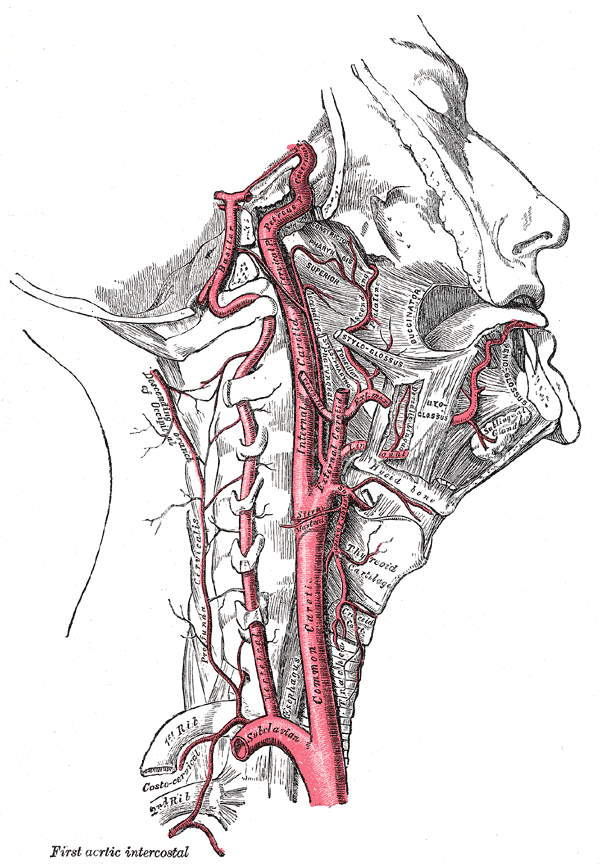
Carótida

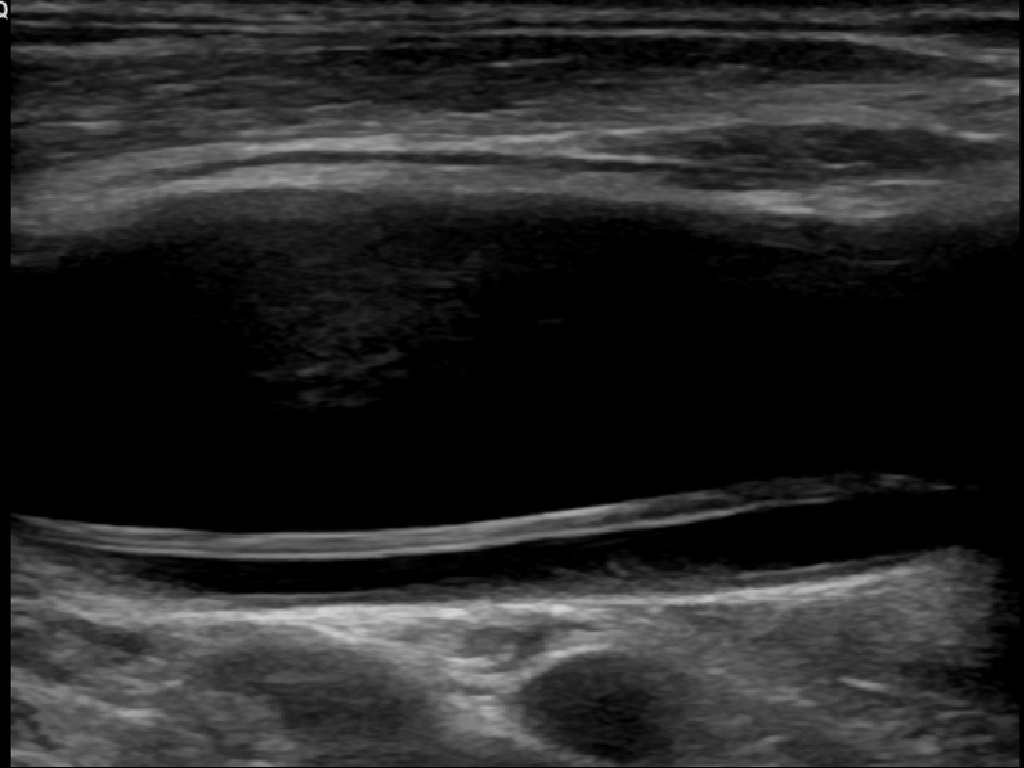
Disección abajo, línea gris en la luz de la arteria (en negro).

Puede ocurrir después de una lesión en el cuello, como una colisión de tráfico o una manipulación quiropráctica ; pero también puede suceder espontáneamente. Los factores de riesgo de disección espontánea incluyen antecedentes familiares y trastornos del tejido conectivo como el síndrome de Ehlers-Danlos. Después del desgarro, la sangre entra en la pared arterial y forma un coágulo , engrosando la pared de la arteria y a menudo impidiendo el flujo sanguíneo. El diagnóstico se realiza mediante imágenes, generalmente una tomografía computarizada.
El tratamiento puede incluir aspirina, heparina o warfarina. En ocasiones se puede colocar un stent en el vaso sanguíneo. Los resultados son variables. Los resultados son peores si la disección se extiende al interior del cráneo o ocurre en ambos lados.
La disección carotídea es poco frecuente y afecta a aproximadamente 1,8 por cada 100.000 personas al año. Se presentan con mayor frecuencia en personas de entre 20 y 40 años. Es la causa de aproximadamente el 20% de los accidentes cerebrovasculares en jóvenes. Es más común que la disección de la arteria vertebral (disección de las arterias más pequeñas en la parte posterior del cuello). La condición fue descrita por primera vez en 1954 por Jentzer.